# Flachsernte (Altes Ägypten)
Die Flachsernte war im Alten Ägypten ein zentrales Thema in der Landwirtschaft und im Totenkult. Die bestbezeugten älteren Darstellungsformen befanden sich in der Weltkammer des Sonnenheiligtums von Niuserre (2455 bis 2420 v. Chr.). Im Neuen Reich stellte die Flachsernte im Totenbuch ein beliebtes ikonografisches Motiv in Verbindung mit Sechet-iaru dar. 

## Flachsanbau und Ernte
Die Grundlage der landwirtschaftlichen Planung bildete der altägyptische Mondkalender, der gegenüber dem altägyptischen Verwaltungskalender den Vorteil hatte, dass die Jahreszeiten nicht durch das altägyptische Kalenderjahr wanderten.

### Anbau
Da der Flachsanbau keine besonderen Ansprüche an den Boden stellt, konnte er im Alten Ägypten jenseits der Nilufer angebaut werden. Eine weitere Voraussetzung war eine gute Wasserversorgung in der Hauptwachstumsphase im Februar/März. 
Die Aussaat erfolgte im Monat Rekeh-nedjes (Januar, ab Neues Reich Monat Pharmouthi), unmittelbar nach der kältesten Jahreszeit, die im Alten Ägypten von Dezember bis Anfang Januar andauerte. 

### Ausklauben
Während des Heranreifens musste in den Monaten Februar und März der Flachs wie beim Weizenanbau von Unkraut und schlechtem Pflanzenwuchs befreit werden. Diese bis zur Ernte andauernde Tätigkeit nannten die Ägypter Ausklauben der Flachspflanzen.

### Ernte und Binden des Flachses
Die Ernte begann bei Gelbreife zumeist im Monat Chonsu (Ende März, ab Neues Reich Monat Pachon) und dauerte nur acht bis zehn Tage, da bei Erreichen der Vollreife im Monat Chenti-chet (April, ab Neues Reich Monat Payni) die Samenkapseln aufspringen.
Nach der Ernte (Schlagen der Flachspflanzen) begann die Unterteilung der Verwendungsmöglichkeiten in die Bereiche der Medizin, Kleidung und anderer Gebrauchsgegenstände. In der Weiterverarbeitung ist beispielsweise die Tätigkeit des Ausraufens und Bindens bekannt, um die notwendige Flachsfaser herzustellen. 
In den Darstellungen wurde das Determinativ des fast aufrecht stehenden Mannes aus ästhetischen Gründen gewählt, um die in hockender Haltung vollzogene Tätigkeit am geernteten Flachsbüschel kunstvoller aussehen zu lassen.

### Erwähnung der Flachsblüte im Alten Testament
Im Alten Testament findet die Flachsblüte (Februar/März) im Bericht der zehn Plagen im Zusammenhang der siebten Plage Erwähnung: Der Flachs und die Gerste waren zerschlagen; denn die Gerste hatte gerade Ähren angesetzt und der Flachs stand in Blüte. (2 Mos 9,31 )